# Diocèse de Mondovi
Le diocèse de Mondovi (en latin : Dioecesis Montis Regalis in Pedemonte ou Montis Vici ; en italien : Diocesi di Mondovì) est un diocèse de l'Église catholique en Italie, suffragant de l'archidiocèse de Turin et appartenant à la région ecclésiastique du Piémont.

## Territoire
Il s'étend sur deux provinces situées dans deux régions d'Italie. La plus grande partie de son territoire est dans le Piémont avec la province de Coni ; le reste de cette province est géré par les diocèses d'Acqui, d'Albe, de Coni, de Fossano, de Saluces et de Turin. Une autre partie de son district est en Ligurie dans la province de Savone, le reste de cette province est dans les diocèses d'Acqui, d'Albenga-Imperia et Savone-Noli. 
Son territoire est de 2 190 km2 divisé en 192 paroisses regroupées en 9 archidiaconés. L'évêché est à Mondovi  avec la cathédrale Saint-Donat. Proche de Mondovi, la basilique de la Nativité de la Vierge Marie dans le village de Vicoforte, est un lieu de pèlerinage à la Vierge tandis que l'église de l'Assomption de Garessio conserve le corps de la bienheureuse Catherine de Racconigi.

## Histoire
Le diocèse de Mondovi est érigé par le pape Urbain VI avec la bulle Salvator Noster donnée à Pérouse le 8 juin 1388, à la suite d'une demande de la ville et du marquis Théodore II de Montferrat. Cela se produit pendant le grand schisme d'Occident, la création du siège épiscopal de Mondovi peut avoir été accordée, parmi diverses causes, également pour la fidélité de la ville au pape légitime de Rome, alors que le diocèse d'Asti passe sous obédience de l'antipape français.
Le territoire du nouveau diocèse est pris sur celui d'Asti et nommé suffragant de l'archidiocèse de Milan. Le nouvel évêque obtient le titre féodal, purement honorifique, de comte. L'église de saint Donat, construite sur la partie la plus élevée de la place, est érigée en cathédrale. La même bulle papale y érige le chapitre des chanoines, qui reçoit d'autres privilèges avec d'autres bulles du pape Eugène IV en 1440 et du pape Pie II en 1461. Le diocèse s'étend à tout le territoire de l'ancien comté de Bredolo.
En raison de l'opposition des habitants de certaines villes, les frontières du nouveau diocèse restent incertaines pendant un certain temps. Par exemple, Coni fait aussi théoriquement partie du nouveau diocèse, mais son agrégation à Mondovi ne devient définitive qu'en 1438, par décret du pape Eugène IV. Le même pontife, par la bulle du 29 novembre 1438, intègre l'ancienne abbaye bénédictine de San Dalmazzo à l'évêché de Mondovi.
En 1495, par décret de la duchesse régente, Blanche de Savoie, le district de Coni a son propre vicaire général, dépendant de l'évêque de Mondovi. L'évêque Jérôme Calagrano organise en 1491 le premier synode diocésain. Entre la fin du XVe siècle et la première décennie du XVIe siècle, sur le site de la précédente, la cathédrale est reconstruite, à l'initiative d'Amédée de Romagnano, parmi les plus impressionnantes du Piémont ; il est consacré par Lorenzo Fieschi en 1514.
En 1515, Turin est élevée au rang de siège métropolitain et le 24 mai, le pape Léon X affecte le diocèse de Mondovi à la province ecclésiastique de Turin. En 1522, il y eut un cas curieux de conflit dans l'élection de l'évêque ; le 22 octobre, le chapitre élit Antoine de Romagnano, ignorant que le 15 octobre le pape a déjà élu Lorenzo Fieschi.
Conformément aux décrets de réforme du concile de Trente, le cardinal Vincenzo Lauro fonde le séminaire en 1573. Dans les mêmes années (1571-74), le duc Emmanuel-Philibert de Savoie fait démolir la grande cathédrale, récemment construite, ainsi que d'autres églises et bâtiments ecclésiastiques, pour transformer la colline de San Donato en citadelle fortifiée ; la cathédrale est déplacée dans l'église gothique Saint François des frères mineurs, datant du XIIIe siècle.
Jean-Antoine Castrucci organise un synode en 1592, il introduit les jésuites dans le diocèse, ouvre un collège pour l'enseignement de la théologie et de la morale dogmatiques. À l'époque de Castrucci, le culte et la dévotion à la Vierge du Pilone près de Vicoforte se développent, et en 1596 commence la construction du sanctuaire de Vicoforte, érigé en style baroque avec la contribution des ducs de Savoie ; le sanctuaire devient rapidement le centre spirituel du diocèse.
Au milieu du XVIIIe siècle, sous l'évêque Carlo Felice Sammartino, l'église Saint François est démolie et remplacée par la cathédrale d'aujourd'hui, conçu par Francesco Gallo (1742) et terminé sous l'évêque Michele Casati, qui la consacre en 1763. Les limites du diocèse subissent quelques variations en 1768 à l'époque de Mgr Casati, lorsque, à la fin d'une longue contestation, Mondovi intègre les paroisses de San Michele, Niella Tanaro, Torre, Pamparato du diocèse d'Asti et celle de Lesegno, Mombasiglio, Viola, Cigliè et Roccacigliè, du diocèse d'Albe.
Pendant l'occupation française (1796-1815) l'évêché de Mondovi évite la suppression, comme cela arrive pour neuf autres diocèses piémontais, et il est transféré à Coni qui a été érigée en siège provincial. La suppression, en 1803, de certains diocèses adjacents conduit à une augmentation considérable du territoire du diocèse de Mondovi, avec l'acquisition de tout le diocèse de Fossano et de territoires issus des diocèses supprimés d'Albe et de Salucces.
Par les bulles du 17 juillet et du 29 octobre 1817, le pape Pie VII rétablit la situation d'avant 1803, mais avec quelques innovations ; Il établit le diocèse de Coni, prenant sur le territoire du diocèse de Mondovi, et étendit les frontières de Mondovi à l'ensemble des vallées du Tanaro et de la Bormida, y compris les paroisses du district ligure de Millesimo ; il intègre également à Mondovi d'autres paroisses de Dogliani et Murazzano, appartenant au diocèse d'Albe.
À la suite des suppressions et des confiscations des congrégations religieuses et des biens ecclésiastiques, mises en œuvre par Napoléon (1802-06) et par le gouvernement du royaume de Sardaigne (1855), il ne reste plus rien de la célèbre abbaye de San Dalmazzo et de son patrimoine ; l'évêque de Mondovi maintient le titre d'abbé perpétuel de San Dalmazzo, qui n'est plus en usage aujourd'hui.
Au cours du XIXe siècle et de la première moitié du XXe siècle, jusqu'au Concile Vatican II, l'histoire du diocèse est marquée par de longs épiscopats, seulement six évêques en un peu moins de 160 ans. Le 19 janvier 1950, Coni cède la commune de Morozzo au diocèse de Mondovi et ce dernier lui donne la commune de Montanera. Le 2 février 1965, Mondovi cède la paroisse de Nasino au diocèse d'Albenga.